# Martin Leimbach

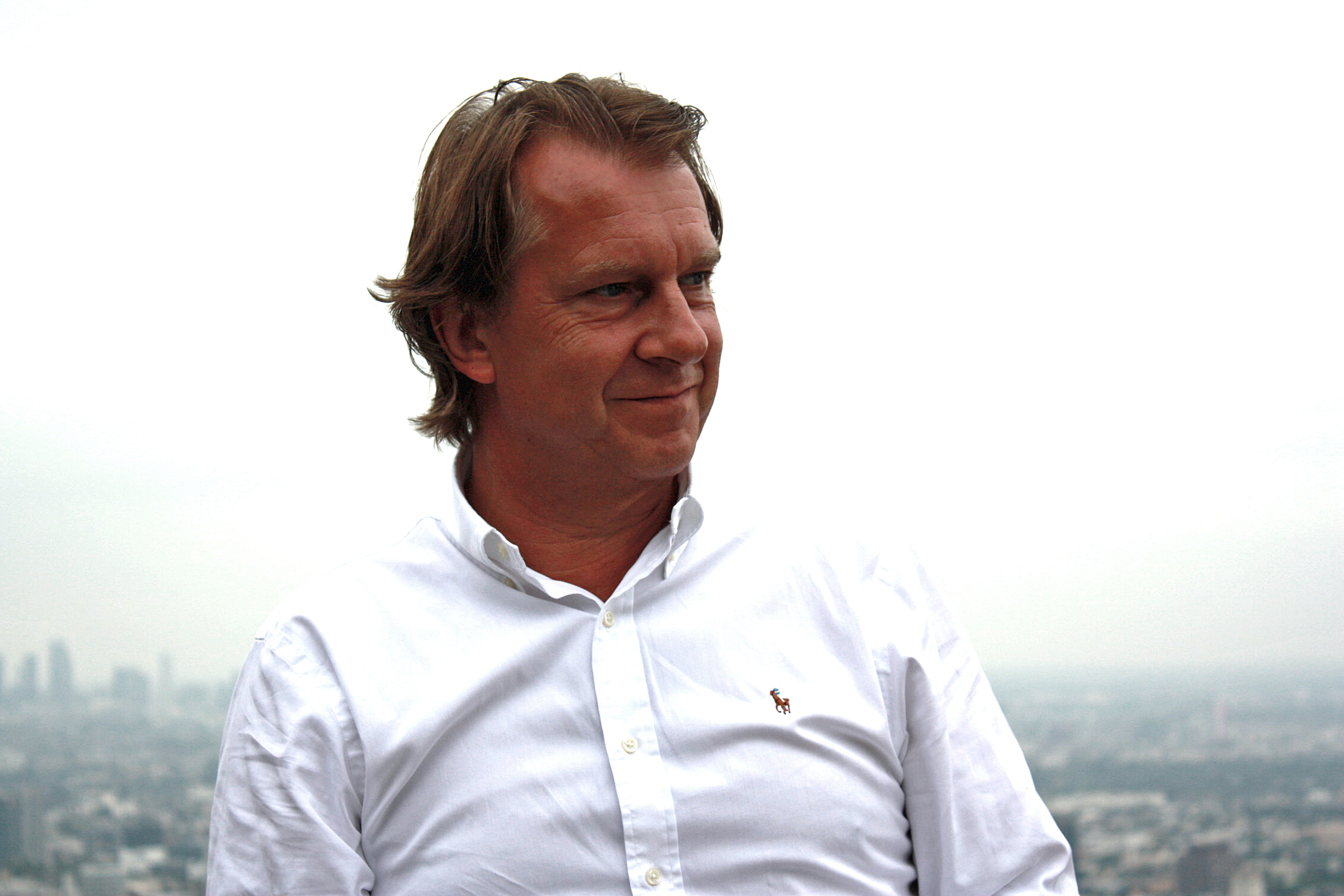
Martin Leimbach, 2014

Martin Andreas G. Leimbach (* 5. Februar 1957 in Koblenz) ist ein deutscher TV-Moderator, Werbe- und Hörbuchsprecher und freier Produzent im Segment Werbung und Unternehmens-Kommunikation.

## Leben
Martin Leimbach wuchs als Sohn des Unfall-Chirurgen Gerhard Leimbach und seiner Mutter Margot Leimbach in Koblenz am Rhein auf. Er besuchte zunächst das Görres-Gymnasium in Koblenz. Nach der 7. Klasse veranlassten die Eltern eine Fort- und Weiterbildung mit Matura-Abschluss durch einen Internats-Aufenthalt im Institut Montana auf dem Zugerberg in der Schweiz. Zu diesem pflegt er noch heute als Partner enge Kontakte.

## Werbung und TV
Bei der Werbeagentur JWT (J. Walter Thompson) in Frankfurt am Main arbeitete der Werbe-Kommunikationswirt Leimbach im FFF(Film/Funk/Fernsehen)-Department. Unter der Regie des damaligen CEO George Black erwarb er die Fähigkeit zur Produktion und Herstellung von TV-Spots. Manifestieren konnte er sein Handwerk während längerer Aufenthalte in Detroit und Burbank.
1996 etablierte Leimbach seine Produktionsfirma, welche Image- und Firmendokumentationen (Corporate Images) produziert. Parallel produzierte und moderierte Martin Leimbach zwischen 1995 und 2004 bei dem 1994 neu gegründeten Teleshopping-Sender HOT (heute HSE24) folgende Live-Formate:
- Beauty & Wellness
- Home Electronics
- Jewels
- Kosmetik mit Uschi Glas

## Sprecher und Produzent
Im Jahre 1996 attestierten Produzenten und Redakteure Martin Leimbach eine ausbaufähige Stimme. In der Folge wurde er durch private Spracherzieher ausgebildet. 1997 engagierte ihn die Pro7-Gruppe in Unterföhring. Bis zum Wechsel der Nachrichtenredaktion nach Berlin war seine Stimme täglich bei den Pro7-Nachrichten zu hören. Seither wird er als Sprecher für Werbe-, Image- und Dokumentationsfilme sowie als Hörbuchsprecher gebucht. Seine Stimme gab er unter anderem:
- 60 Jahre Porsche Porsche (Dokumentation)
- 60 Jahre Land Rover Land Rover (Dokumentation)
- Der Hummer H1 (Dokumentation)
- News Voice Pro Sieben SAT1 Media (Nachrichten)

Als Produzent für Werbe-, Animations- und Imagefilme ist er seit Mitte der 1990er Jahre bekannt. Des Weiteren werden von seiner Firma Visualisierungen nach neuesten Maßstäben für Bauträger und Architekten erstellt. Bekannt in seinem Metier wurde Martin Leimbach durch seine Aussage „Ich produziere ausschließlich einfach, pragmatisch, verständlich und verkäuferisch.“ Primär arbeitet er für die Hotellerie sowie im Automotive- und Aviation-Fachbereich in Deutschland, Österreich und der Schweiz.
| Personendaten    | Personendaten               |
| ---------------- | --------------------------- |
| NAME             | Leimbach, Martin            |
| ALTERNATIVNAMEN  | Leimbach, Martin Andreas G. |
| KURZBESCHREIBUNG | deutscher Fernsehmoderator  |
| GEBURTSDATUM     | 5. Februar 1957             |
| GEBURTSORT       | Koblenz                     |